# Karanovo, Sliven
Karanovo (în bulgară Караново ) este un sat în Obștina Nova Zagora, Regiunea Sliven, Bulgaria.

## Demografie
Componența etnică a satului Karanovo
     Turci (1,48%)
     Bulgari (66,97%)
     Romi (15,65%)
     Nicio identificare (15,88%)
La recensământul din 2011, populația satului Karanovo era de 875 locuitori. Din punct de vedere etnic, majoritatea locuitorilor (66,97%) erau bulgari, existând și minorități de romi (15,65%) și turci (1,48%). Pentru 15,88% din locuitori nu este cunoscută apartenența etnică.